# مورچه‌گیرک کلاه‌رگه‌ای
مورچه‌گیرک کلاه‌رگه‌ای (نام علمی: Terenura maculata) نام یک گونه از سرده لطیف‌دم‌ها است.